# Horst Hager
Horst Hager (* 9. Januar 1933 in Heidelberg; † 5. April 2018) war ein deutscher Sozialarbeiter und Politiker (SPD). Er war unter anderem ab 1975 Mitglied des Landtags von Schleswig-Holstein.

## Leben
Hager wurde in Heidelberg geboren, besuchte die Volksschule und erlernte den Beruf des Tischlers, den er drei Jahre lang ausübte. 1953 trat er der SPD bei, 1958 der Gewerkschaft Öffentliche Dienste, Transport und Verkehr (seit 2001 in ver.di). Er beschritt den Zweiten Bildungsweg und studierte Sozialarbeit. 1958 legte er das Staatsexamen ab. Bis 1990 leitete er das Heilpädagogische Kinderheim bzw. das Jugendhilfezentrum der Arbeiterwohlfahrt in Pinneberg.
Im Jahr 1965 wurde er zum Vorsitzenden des SPD-Ortsvereins Pinneberg gewählt. Von 1966 bis 1974 war Hager Mitglied des Stadtrats von Pinneberg, außerdem von 1971 bis 1975 Kreistagsabgeordneter des Kreises Pinneberg, ab 1974 stellvertretender Kreisvorsitzender.
1975 wurde Hager über die SPD-Landesliste in den Landtag Schleswig-Holsteins gewählt. Über die Landesliste zog er auch 1979 und 1983 in den Landtag ein. Das Direktmandat im Landtagswahlkreis Pinneberg erhielt er 1987, 1988 und 1992. Das Mandat hatte er bis 1996 inne. Hager gehörte einer Reihe von Landtagsausschüssen an und war im Kabinett Engholm I Parlamentarischer Vertreter im Ressort Bildung, Wissenschaft, Jugend und Kultur und im Kabinett Engholm II im Ressort Arbeit und Soziales, Jugend, Gesundheit und Energie. Im Kabinett Simonis I hatte er diese Funktion in den Ressorts Arbeit, Soziales, Jugend und Gesundheit sowie Frauen, Bildung, Weiterbildung und Sport inne. 1994 nahm Hager an der 10. Bundesversammlung teil. Von 1976 bis 1992 war Hager Mitglied des Landesjugendwohlfahrtsausschusses.
Hager war verheiratet und hatte sechs Kinder.